# Dysmachus hamulatus
Dysmachus hamulatus là một loài ruồi trong họ Asilidae. Dysmachus hamulatus được Loew miêu tả năm 1854.